# 名目鈔
『名目鈔』（みょうもくしょう）は、室町時代中期に左大臣洞院実熈によって書かれた有職故実書。
自序によれば、禁中における事物の名目（名称）の故実読みを後世に伝えるために撰述したという。恒例諸公事・同臨時・私儀・諸公事言説・禁中所々名・人体・院中・雑物・衣服・喪服・車具・文書の12の篇目に分類して約600語を採録し、その読み方を片仮名で傍書するとともに簡単な解説を付している。ただし、篇目の中には中身を欠くものがあり、未完に終わったとされている。
全1冊の自筆本が東山御文庫蔵書として現存する他、同文庫・宮内庁書陵部・陽明文庫・尊経閣文庫・大東急記念文庫などに室町時代の写本が残されている。また、江戸時代に速水房常によって書かれた注釈書『禁中方名目鈔校註』がある。